# Ahala
Ahala (von lateinisch axilla: „Achselhöhle“) ist ein römisches Cognomen wahrscheinlich etruskischen Ursprungs, das in frührepublikanischer Zeit von einem Zweig der gens Servilia geführt wurde. Diverse Servilier trugen das Doppelcognomen „Structus Ahala“. Aufgrund häufiger Nennung dieser Personen ohne das zweite Cognomen „Structus“ wird davon ausgegangen, dass es sich dabei um einen Unterzweig dieser Familie handelte. Später ging der Zweig der Caepiones aus den Ahalae hervor.
Der Legende nach wurde der Beiname Gaius Servilius verliehen, nachdem dieser im Auftrag des Senats den Hochverräter Spurius Maelius mit einem Dolch erstoch, den er in seiner Achselhöhle versteckt hatte. Tatsächlich wurde die Tat als Mord behandelt und Servilius entging einer Verurteilung nur durch die Flucht ins Exil.

## Namensträger
- Gaius Servilius Structus Ahala, Konsul 487 v. Chr.

- Gaius Servilius Ahala (Magister equitum 439 v. Chr.), tötete angeblich Spurius Maelius
- Gaius Servilius Ahala (Konsul), Konsul 427 v. Chr., wahrscheinlich auch Konsulartribun 419, 418 und 417 v. Chr.
- Gaius Servilius Ahala (Konsulartribun), Konsulartribun 408, 407 und 402 v. Chr.
- Gaius Servilius Ahala (Magister equitum 389 v. Chr.), möglicherweise auch Publius Servilius Ahala
- Quintus Servilius Ahala, Konsul 365, 362 und 342 v. Chr., Diktator 360 v. Chr.